# Mătrici, Mureș
Mătrici (în maghiară Nyárádköszvényes, în trad. "Gutosul Nirajului") este un sat în comuna Eremitu din județul Mureș, Transilvania, România.

## Vezi și
- Biserica romano-catolică din Mătrici

## Imagini

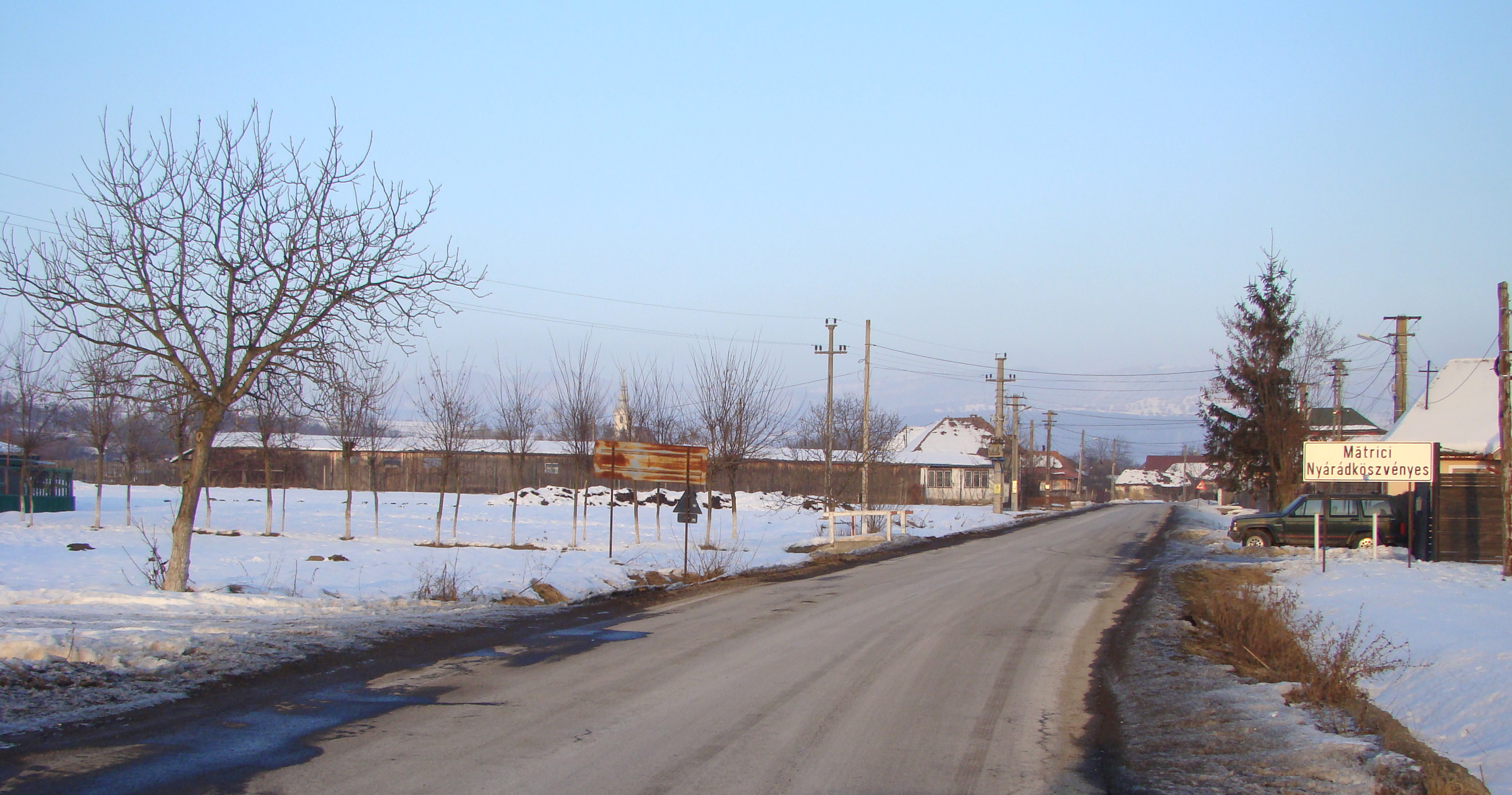
Intrarea în localitate
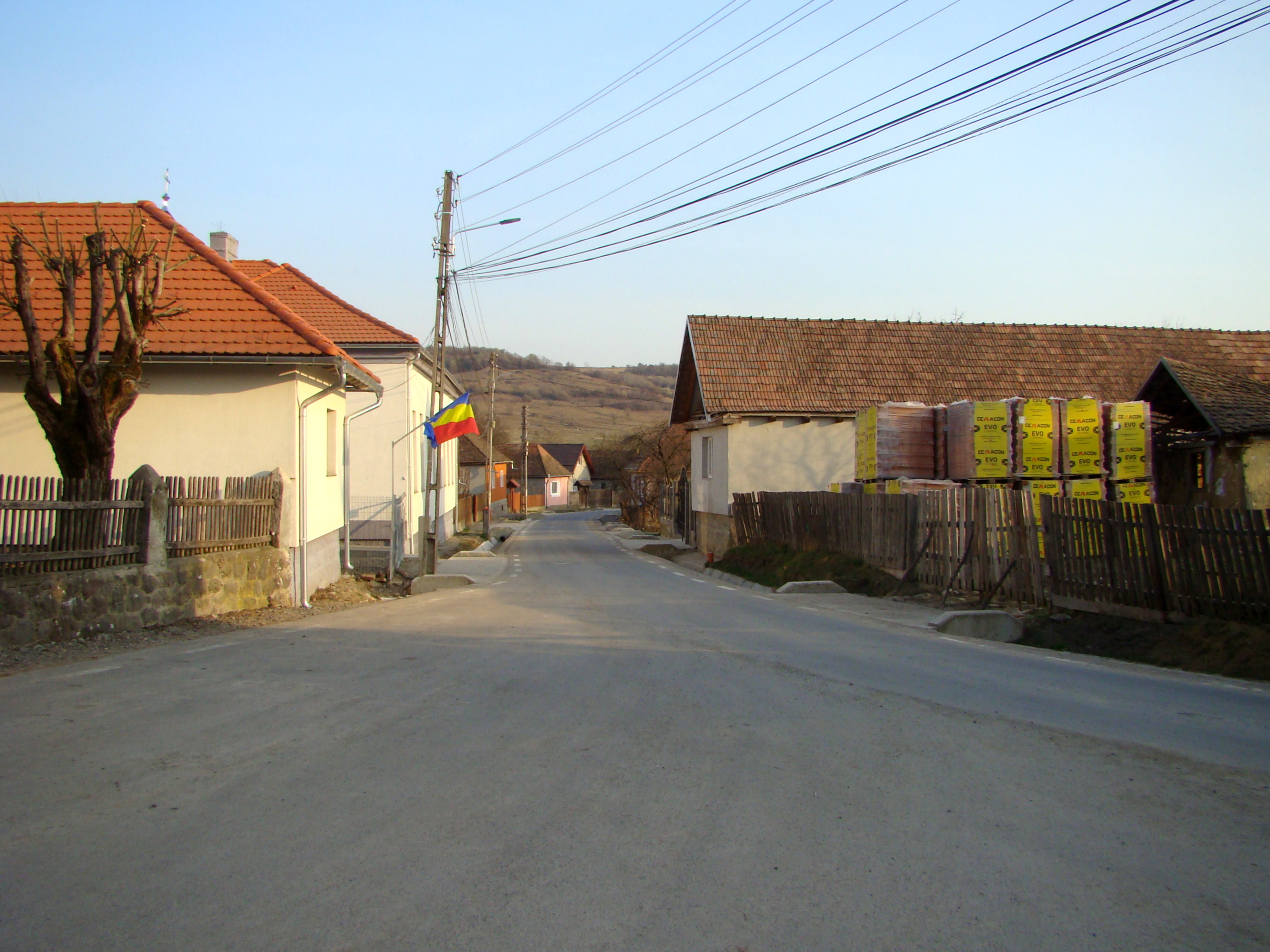
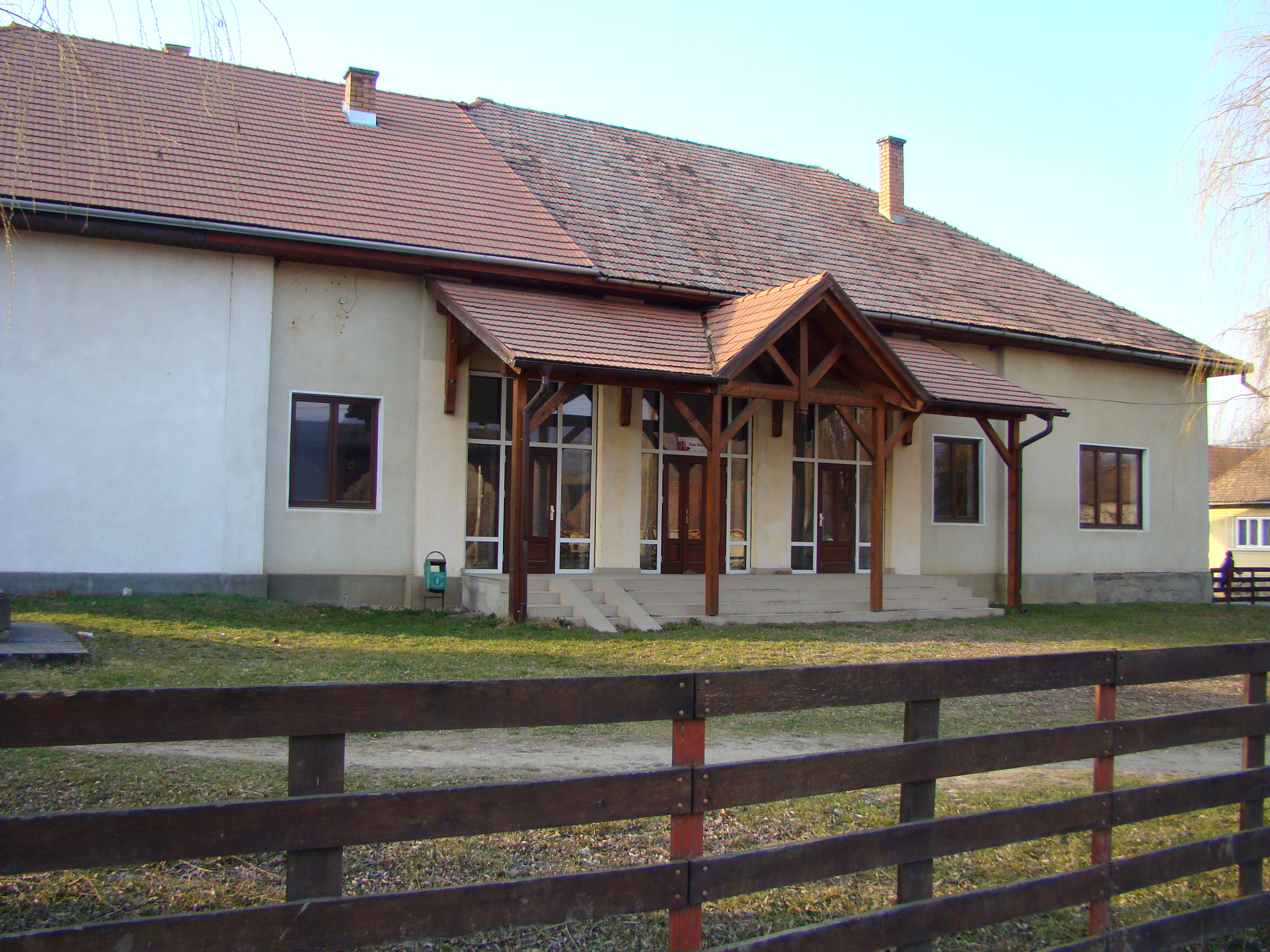
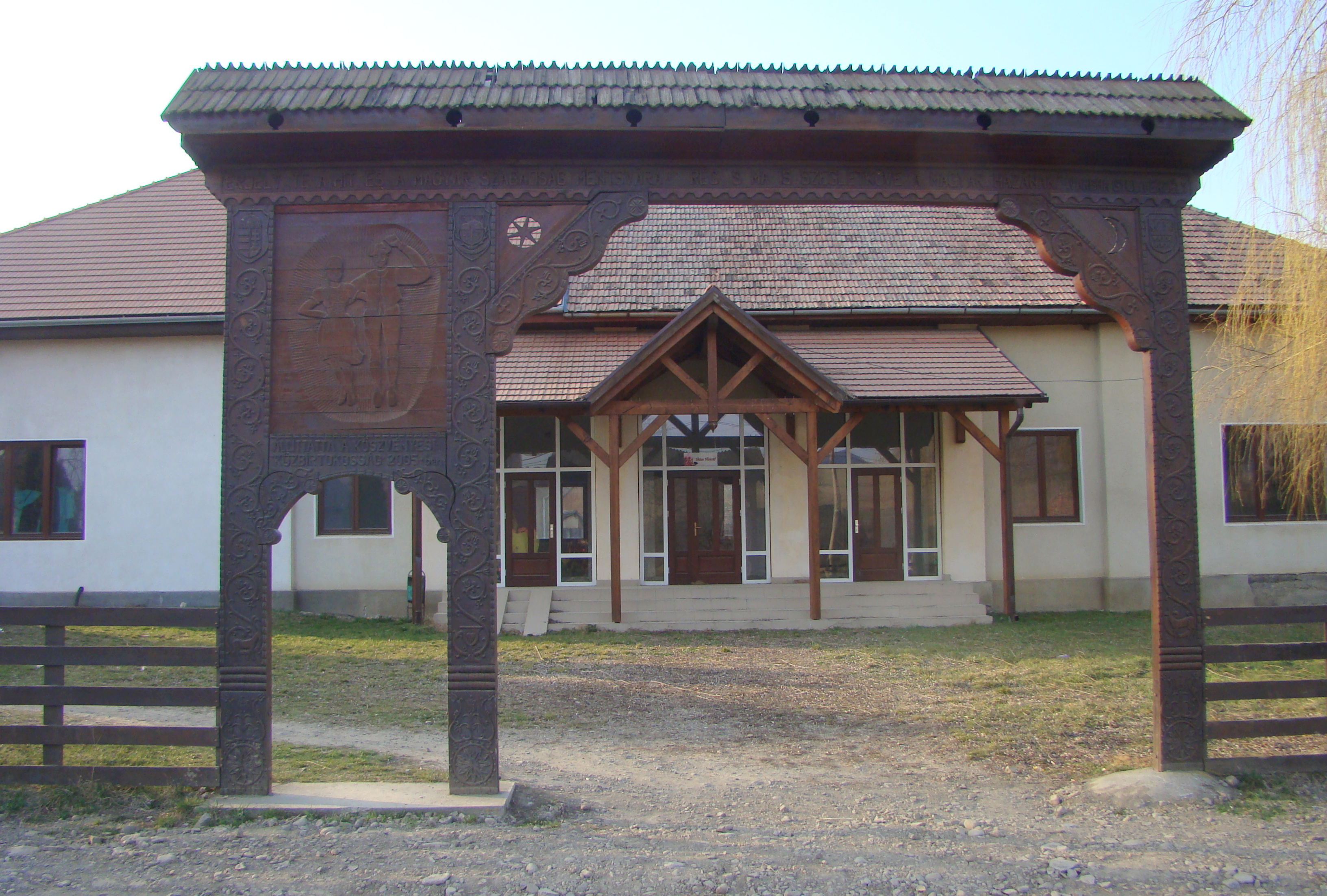
Poartă secuiască de lemn
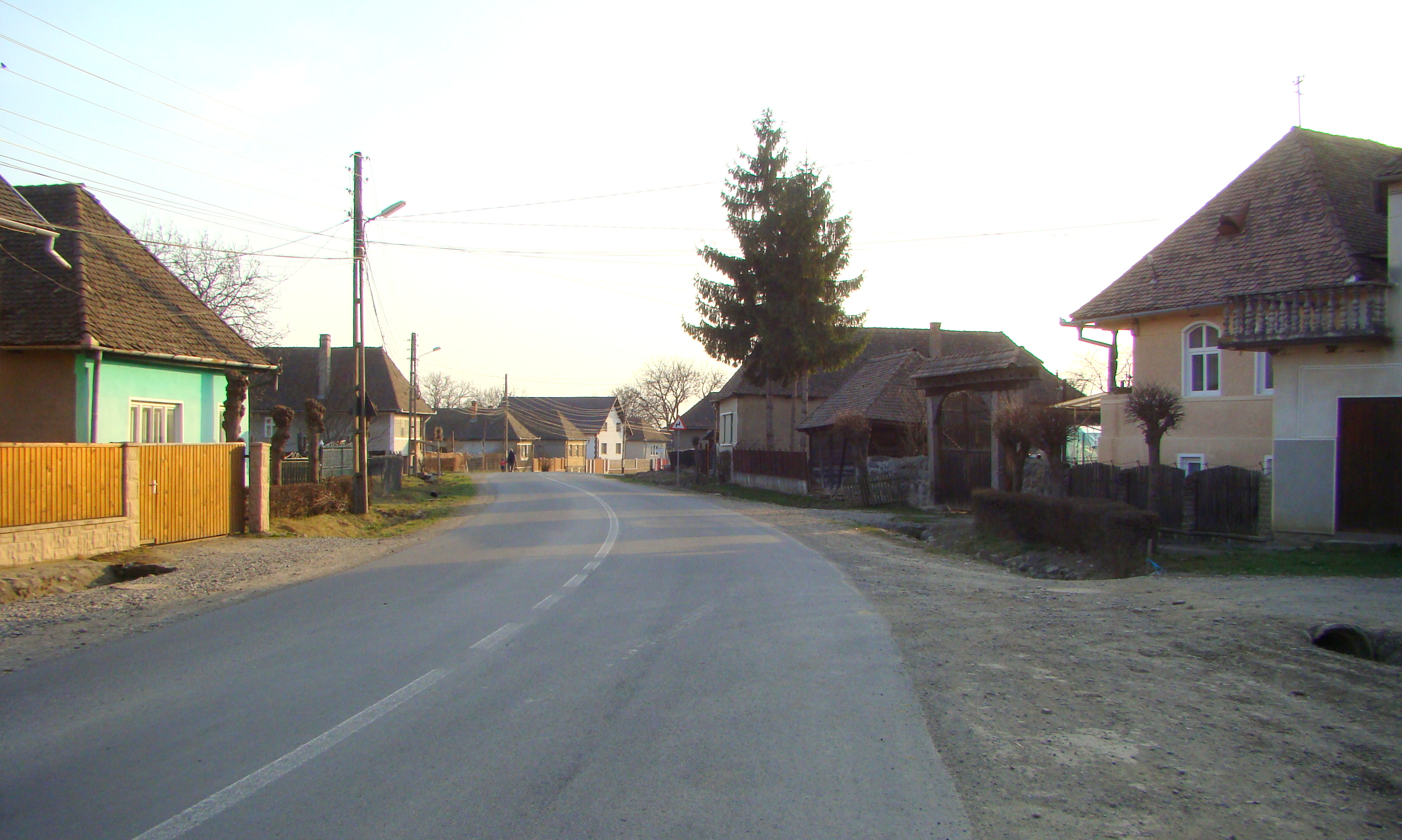
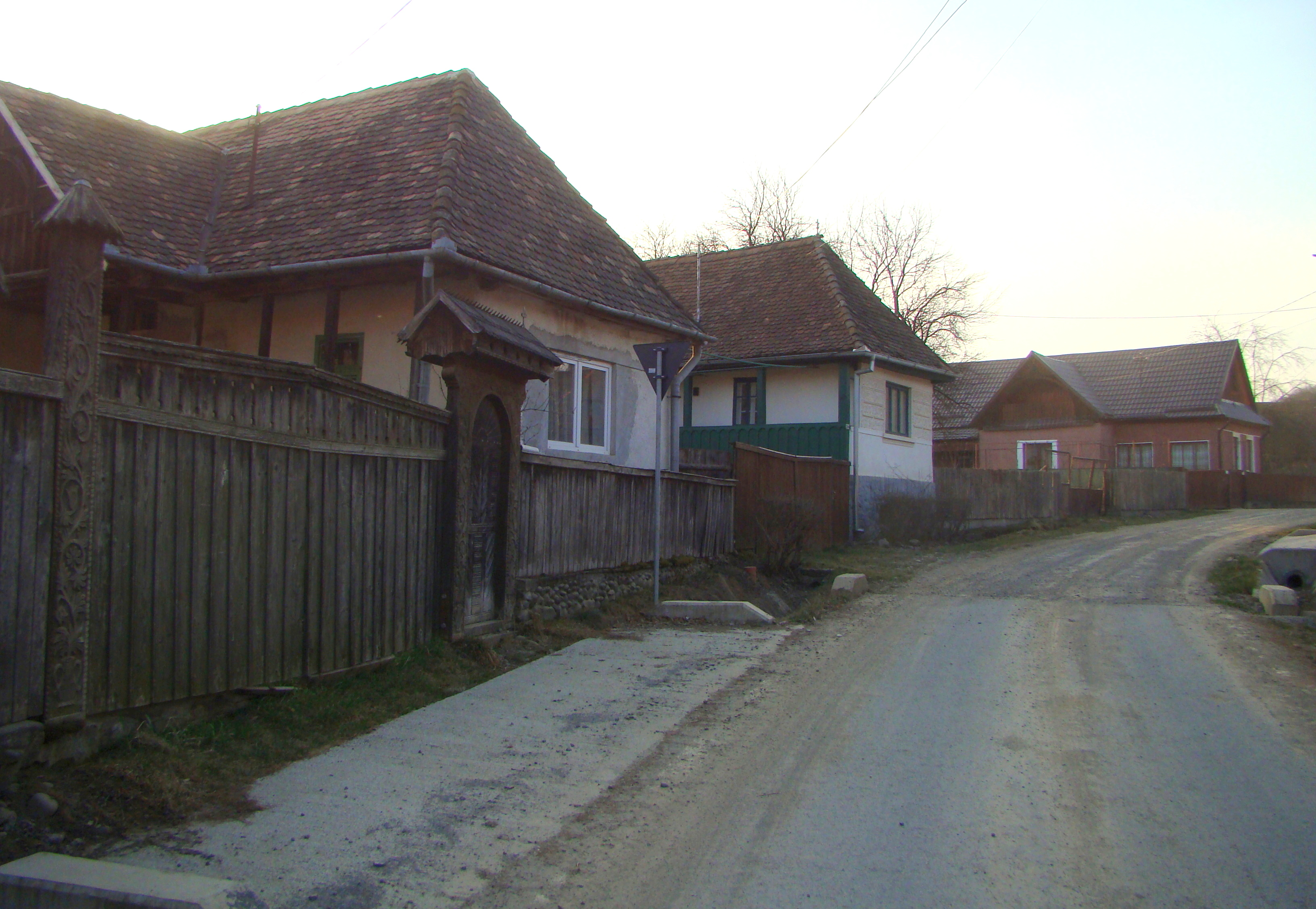
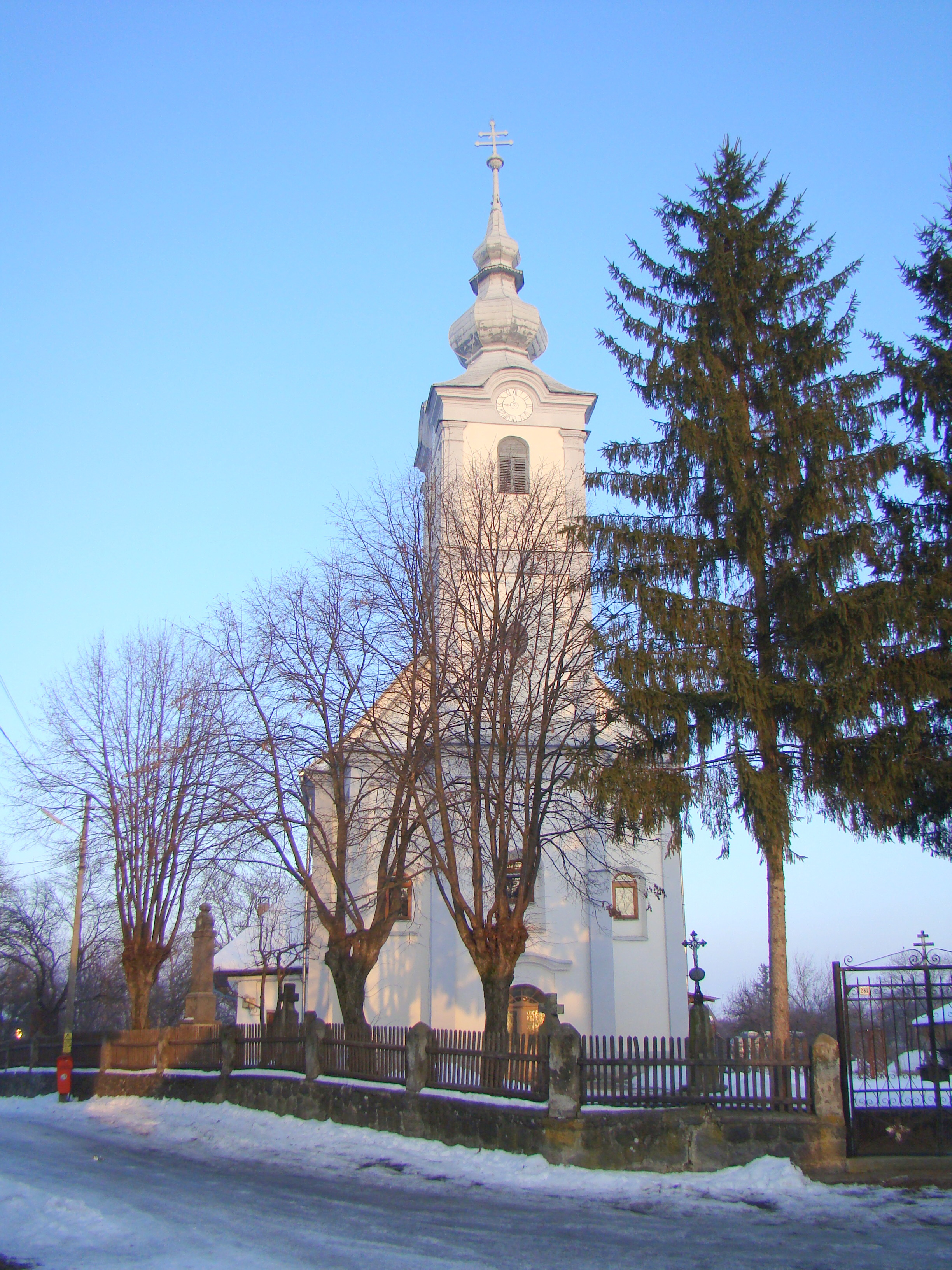
Biserica romano-catolică (1823)
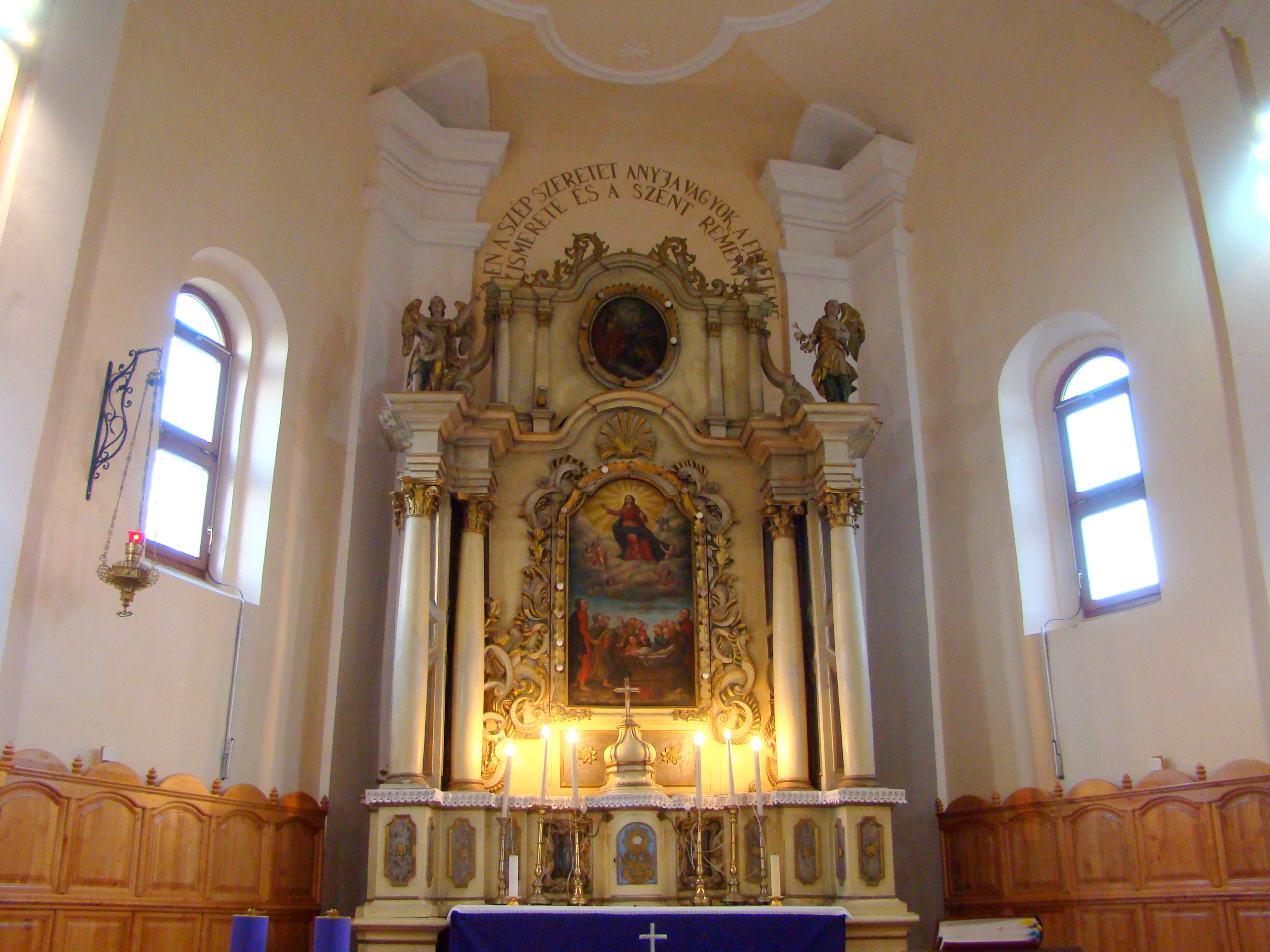
Altarul principal
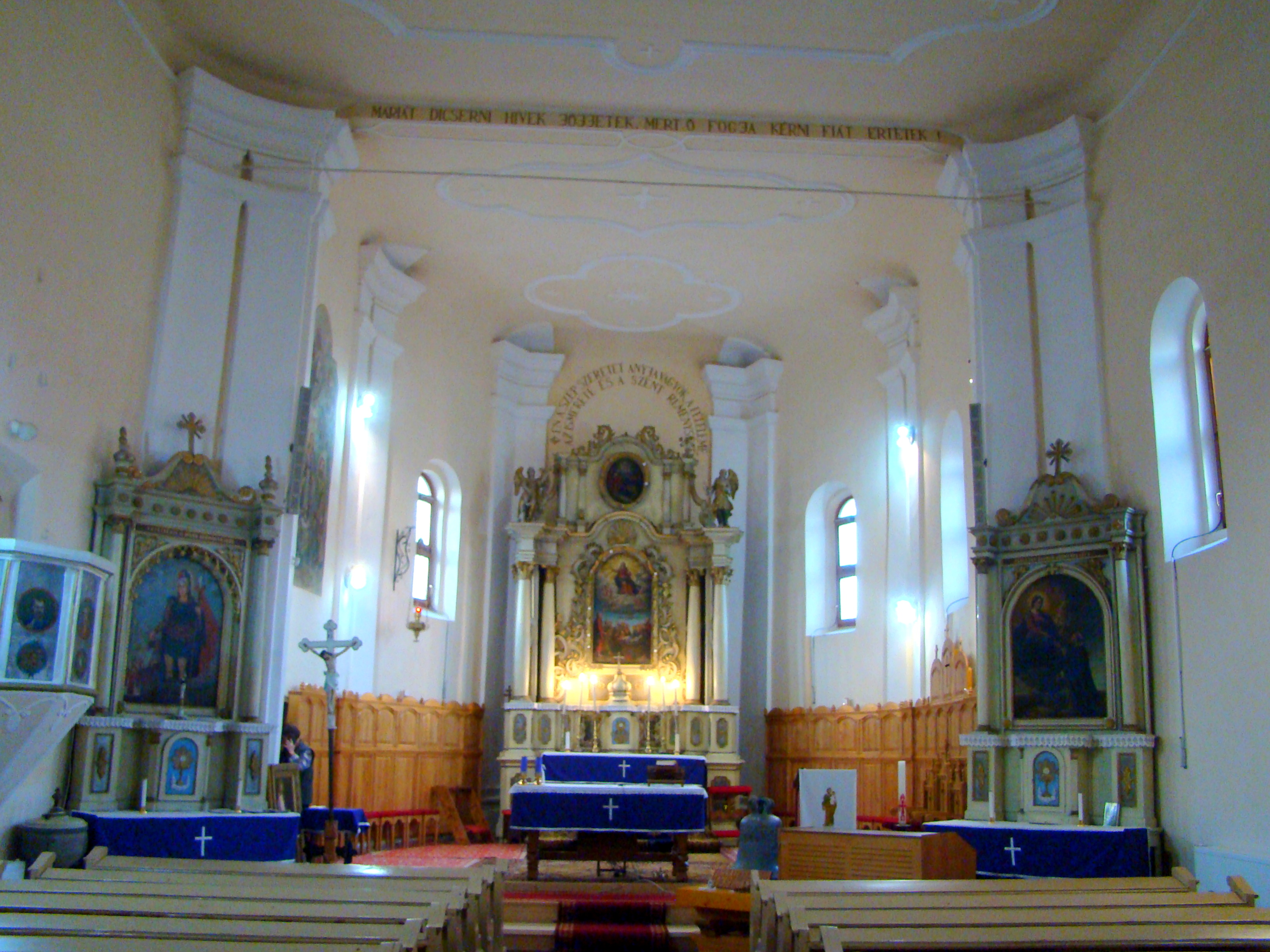
Nava spre altar
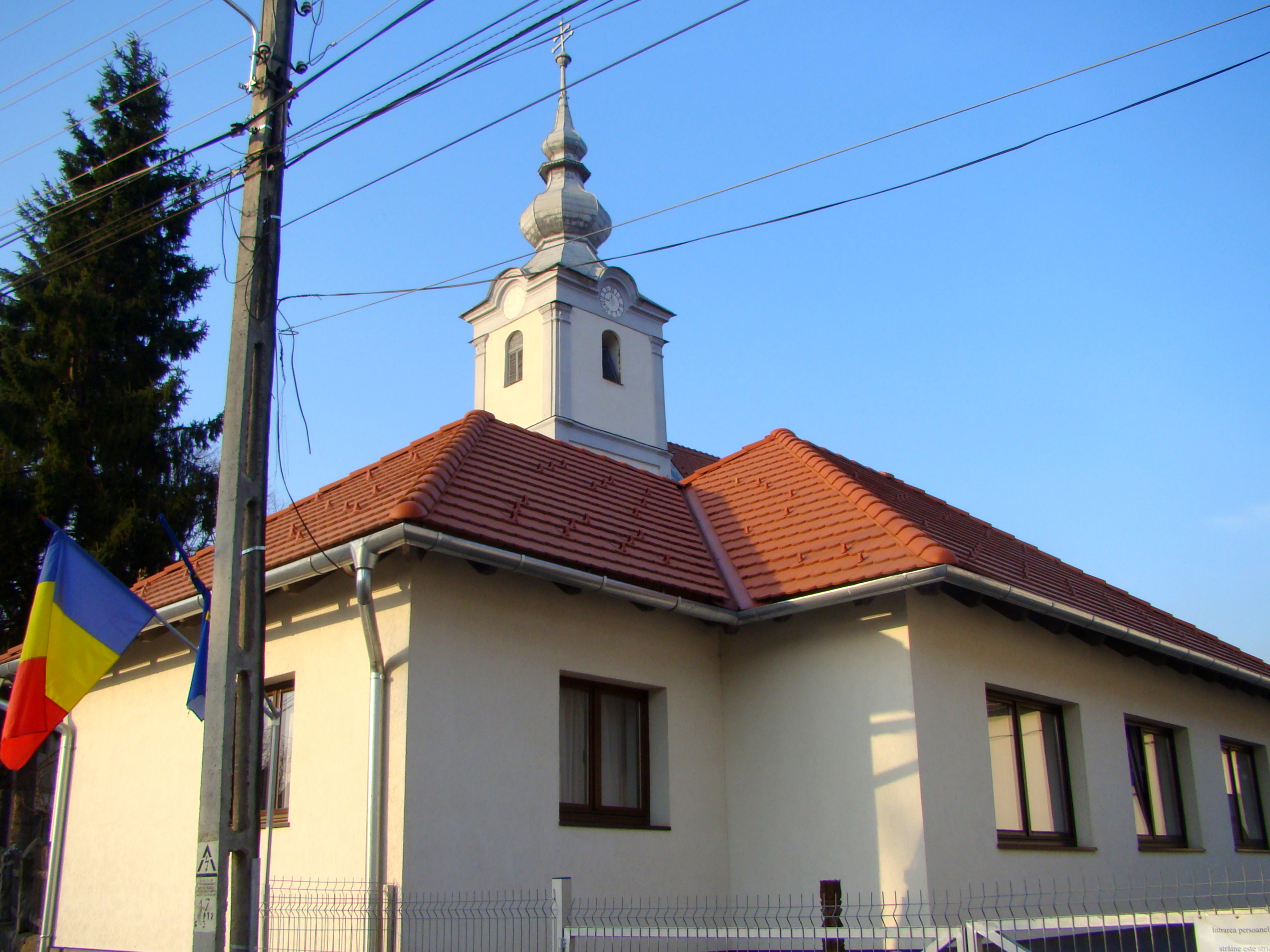
Casa socială
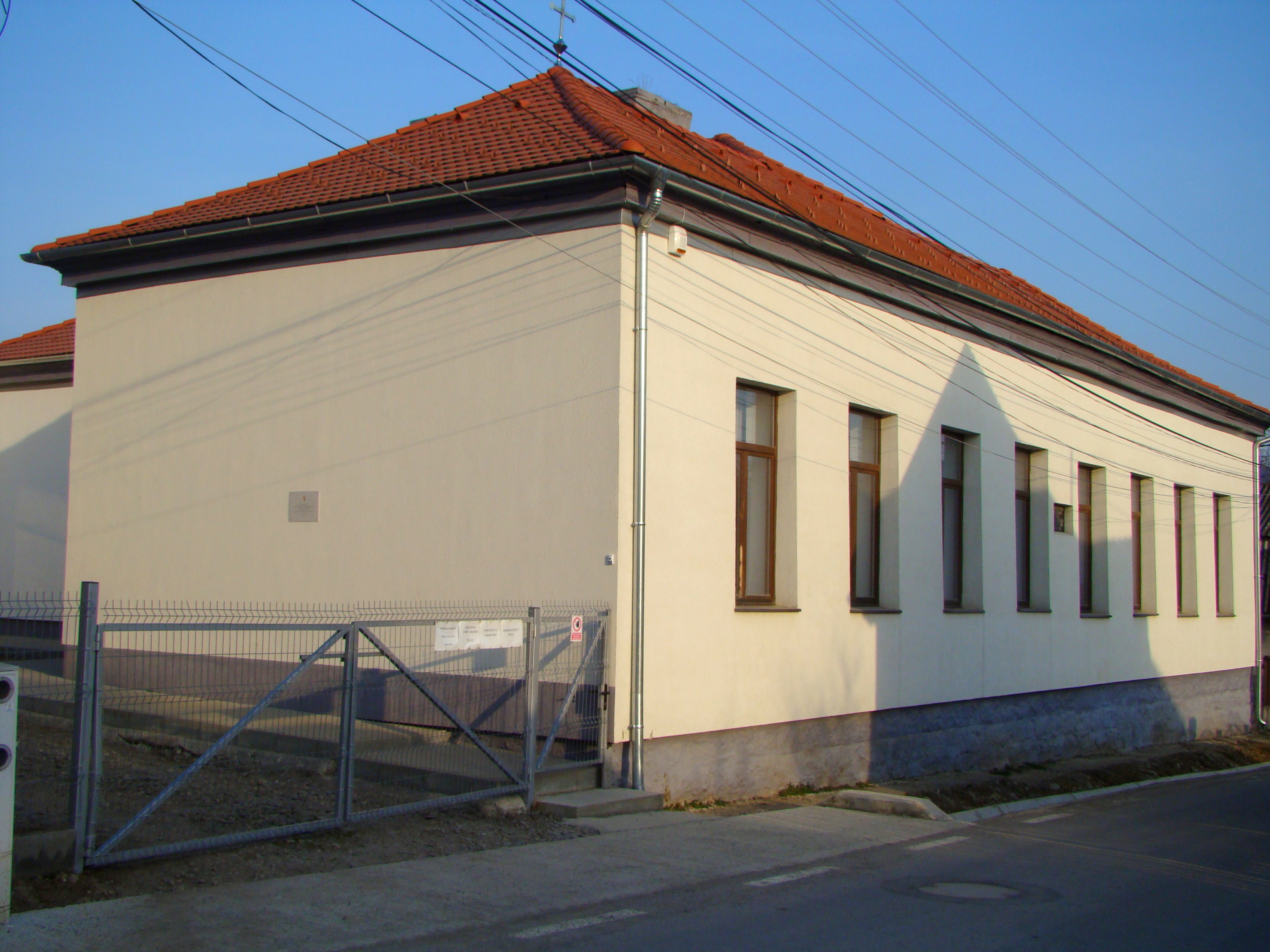
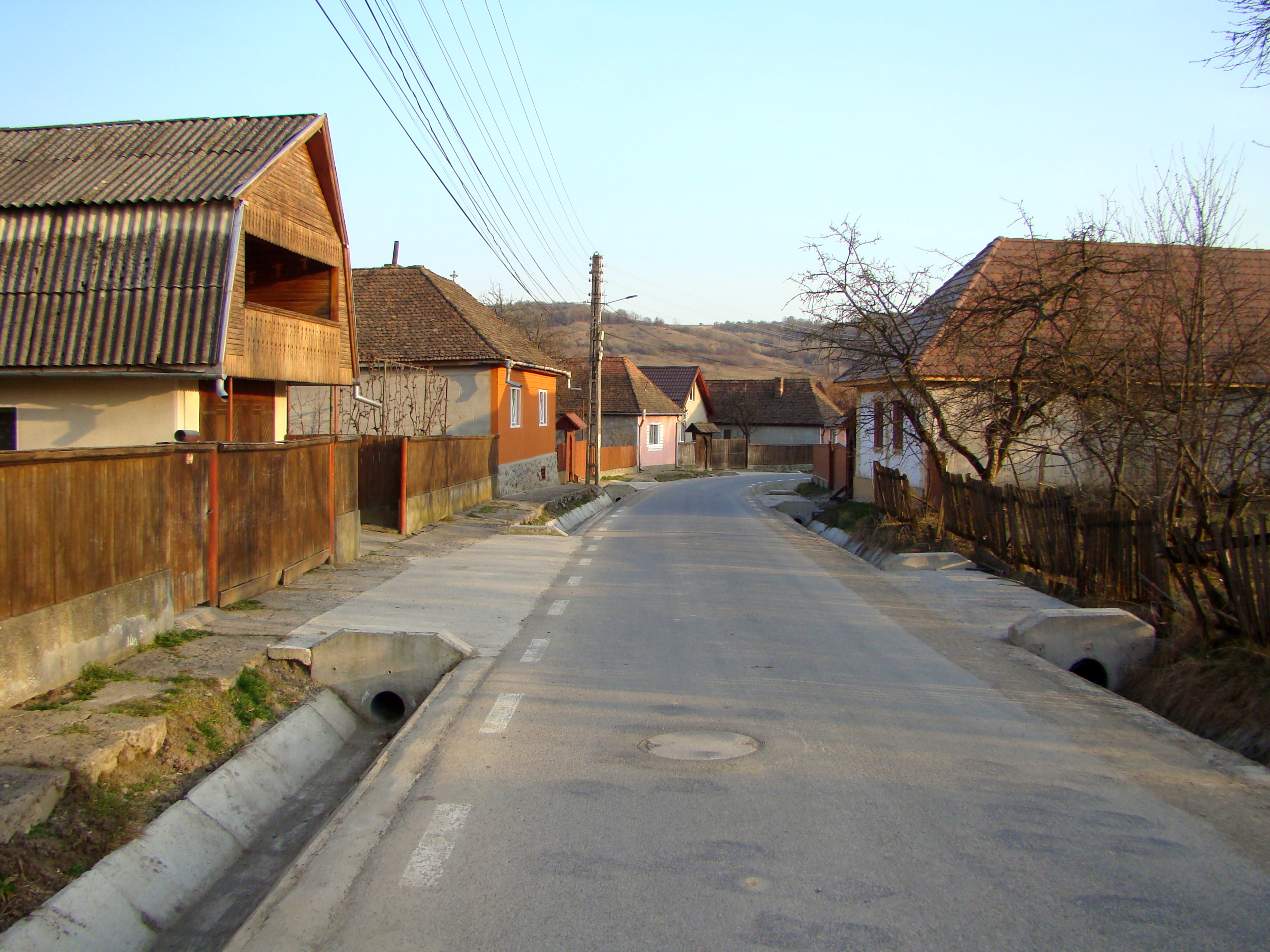
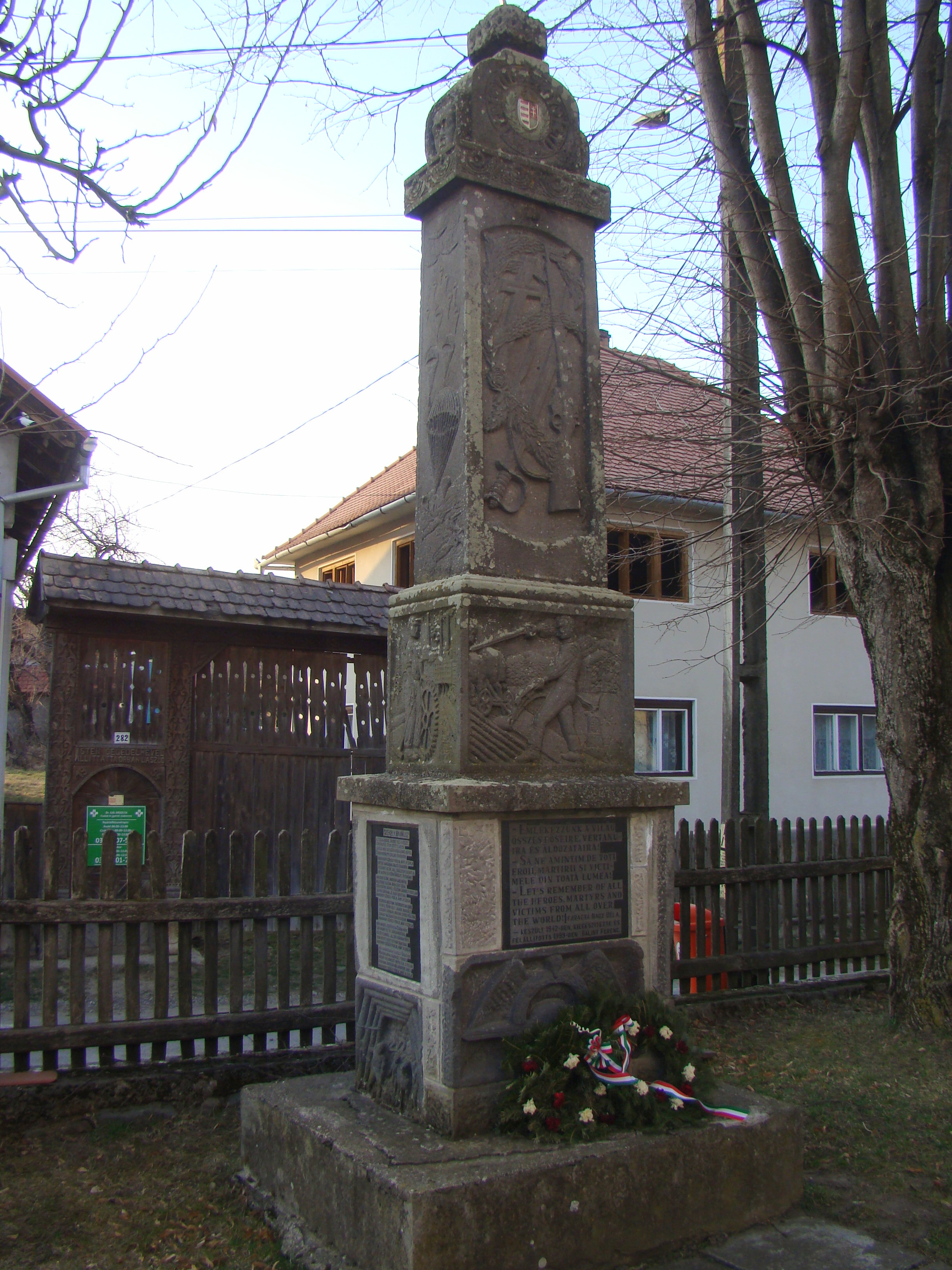
Monumentul eroilor
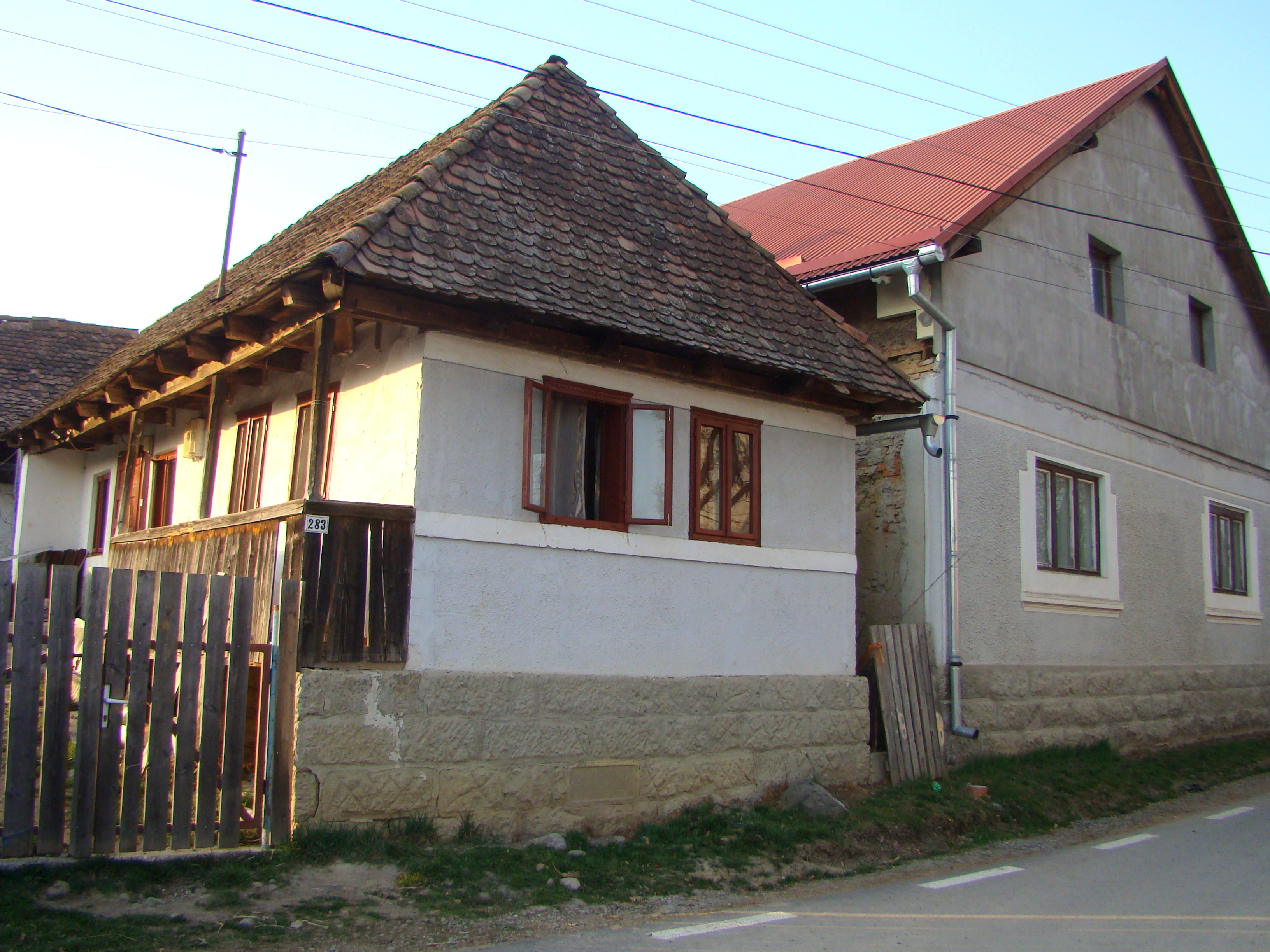
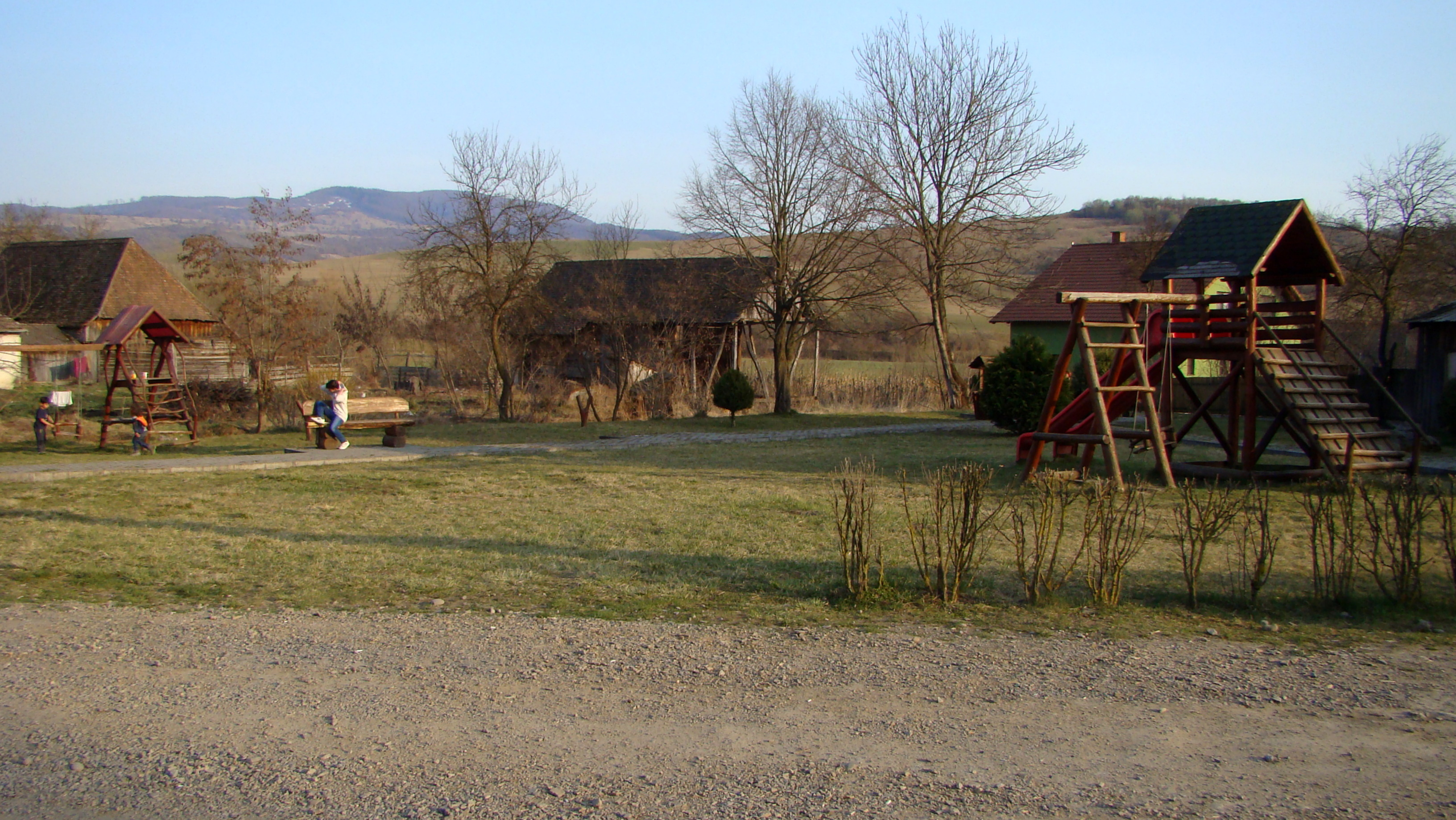